# Мациевич, Константин Андрианович
Константи́н Андриа́нович Мацие́вич (18 мая 1873, Деремезна, Киевская губерния — 2 апреля 1942, Мала-Страна, Прага) — украинский государственный и общественный деятель, дипломат, учёный-аграрий, публицист.

## Биография
Родился 18 мая 1873 года в селе Деремезна Киевской губернии. Происходил из дворянско-священнического рода.
Получил специальность агронома — в 1899 закончил Новоалександрийский институт сельского хозяйства и лесоводства (ныне город Пулавы, Польша), где возглавлял украинское студенческое общество. Сельскохозяйственную экономику и статистику преподавал Алексей Фёдорович Фортунатов. Работал в Полтавском и Харьковском сельскохозяйственных обществах, губернским агрономом Саратовского земства. Редактировал журналы «Хлібороб» и «Сільськогосподарську газету», был заведующим редакцией «Агрономического журнала» (в 1907—1915), занимался преподавательской деятельностью в Петербурге.
В последние годы перед Первой мировой войной вместе с другими молодыми учёными — учениками Н. А. Каблукова и А. Ф. Фортунатова, ставшими к тому времени уже профессорами высших сельскохозяйственных школ — на почве новой своеобразной теории крестьянского хозяйства образовал научную школу экономической мысли, характерной чертой которой стало стремление соединить изучение широких народно-хозяйственных проблем с глубоким анализом организационной структуры индивидуальных хозяйств. Эти учёные работали преимущественно над материалами земских и статистических исследований крестьянского хозяйства. В 1917 году эти экономисты разработали проект организации особого высшего института по изучению экономики земледелия.
Член Украинской радикально-демократической партии (с 1917 года — УПСФ).
В 1917 году — член Украинской Центральной Рады и Малой Рады. С 8 августа 1917 года — товарищ (заместитель) генерального секретаря земельных дел, один из авторов земельной реформы Украинской Центральной Рады. 19 декабря 1917 года, не соглашаясь с идеей социализации земли, подал в отставку.
В 1918 году — работал в Киевском губернском земстве, Всеукраинском союзе земств, член украинской делегации на мирных переговорах с РСФСР. По поручению Директории Украинской Народной Республики вёл переговоры с представителями Антанты (1918—1919).
С 13 февраля по 9 апреля 1919 года — министр иностранных дел Украинской Народной Республики в правительстве Сергея Степановича Остапенко.
В 1919—1923 годах — председатель дипломатической миссии Украинской Народной Республики в Румынии. В этой должности с 10 марта 1921 года также осуществлял полномочия дипломатического представителя Украины в Болгарии.
В октябре 1920 года Симон Петлюра предоставил полномочия главе дипломатической миссии в Румынии Костю Мациевичу и генералу Дельвигу вести переговоры и заключить военную конвенцию с правительством генерала Врангеля при условии признания последним самостоятельности УНР и её правительства.
С 1923 года — в эмиграции в Чехословакии. Профессор Украинской хозяйственной академии в Подебрадах.
С 1936 года — председатель Украинского научной ассоциации и Украинской дипломатического клуба в Праге.